# Passaporto maltese
Il passaporto maltese è il documento di riconoscimento rilasciato ai propri cittadini dalla Repubblica di Malta per i loro viaggi fuori dall'Unione europea e dallo Spazio economico europeo.
Vale come prova del possesso della cittadinanza maltese ed è necessario per richiedere assistenza e protezione presso le ambasciate della Repubblica maltese nel mondo.

## Caratteristiche
Il  passaporto maltese rispetta le caratteristiche dei passaporti dell'Unione europea.
La copertina è di colore rosso borgogna con lo stemma maltese al centro, le scritte "UNJONI EWROPEA" e subito sotto "MALTA" sopra lo stemma e la parola "PASSAPORT" in basso.
Nel passaporto biometrico (e-passport) compare anche l'apposito simbolo 
Da non confondersi con il passaporto del Sovrano militare ordine di Malta.

### Pagina di informazioni sull'identità
Il  passaporto maltese include i seguenti dati:
- Foto del titolare del passaporto (Larghezza: 35mm, Altezza: 45mm; Altezza testa (fino alla sommità dei capelli): 34.5mm; Distanza dalla parte superiore della foto alla parte superiore dei capelli: 3mm)
- Tipo (P)
- Codice dello Stato che lo ha rilasciato
- Numero di passaporto
- Cognome
- Nome
- Nazionalità
- Altezza
- Sesso
- Data di nascita
- Numero personale
- Autorità (luogo di emissione)
- Luogo di nascita
- Data di rilascio
- Firma del titolare
- Data di scadenza

### Nota sul passaporto
Il passaporto contiene una nota dell'autorità emittente indirizzata alle autorità di tutti gli altri stati, che identifica il portatore come cittadino di Malta e chiede che gli sia permesso di passare e di essere trattato secondo le norme internazionali. La nota all'interno di un passaporto maltese afferma:
The Maltese Government requests all those whom it may concern to allow the bearer to pass freely without let or hindrance and to afford the bearer every assistance and protection as may be necessary.
Every citizen of the Union shall, in the territory of a non-EU country in which the Member State of which he is a national is not represented, be entitled to protection by the diplomatic or consular authorities of any Member State, on the same conditions of the nationals of that State.